# Liste der Baudenkmale in Te Kopuru
Die Liste der Baudenkmale in Te Kopuru umfasst alle vom New Zealand Historic Places Trust (NZHPT) als „Historic Place“ oder „Historic Area“ eingestuften Baudenkmale und Flächendenkmale der neuseeländischen Ortschaft Te Kopuru. Die Angaben stammen aus dem Register des NZHPT. Die Bezeichnungen der Baudenkmale orientieren sich an diesem Register. In die Liste werden auch bekannte Wahi Tapu (Area), kulturell und religiös bedeutsame Stätten und Gebiete der Māori, aufgenommen. Sie werden jedoch meist nicht publiziert.

| Bild                                                                                            | Bezeichnung                  | Ort       | Anschrift             | Beschreibung                             | Bauzeit | Eintrag           | Nummer | Kat. |
| ----------------------------------------------------------------------------------------------- | ---------------------------- | --------- | --------------------- | ---------------------------------------- | ------- | ----------------- | ------ | ---- |
| BW                                                                                              | St Peter's Church (Anglican) | Te Kopuru | Norton Street Karte   | anglikanische Kirche                     | 1902    | 22. Juni 2007     | 0428   | 2    |
| [[Vorlage:Bilderwunsch/code!/C:-36.02934,173.9222!/D:Library [Relocated], Norton Street!/\|BW]] | Library [Relocated]          | Te Kopuru | Norton Street Karte   | Bibliothek, nicht am originalen Standort | n.a.    | 6. September 1984 | 3866   | 2    |
|                                                                                                 | Lilac Villa                  | Te Kopuru | Pouto Road            | Wohnhaus/Villa                           | 1870    | 6. September 1984 | 3867   | 2    |
| BW                                                                                              | Original Schoolhouse         | Te Kopuru | Norton Street Karte   | Schulhaus, ehemaliges                    | 1880    | 6. September 1984 | 3870   | 2    |
| BW                                                                                              | Post Office (Former)         | Te Kopuru | 1 Norton Street Karte | Postamt, ehemaliges                      | 1922    | 6. September 1984 | 3871   | 2    |